# BMW R 35

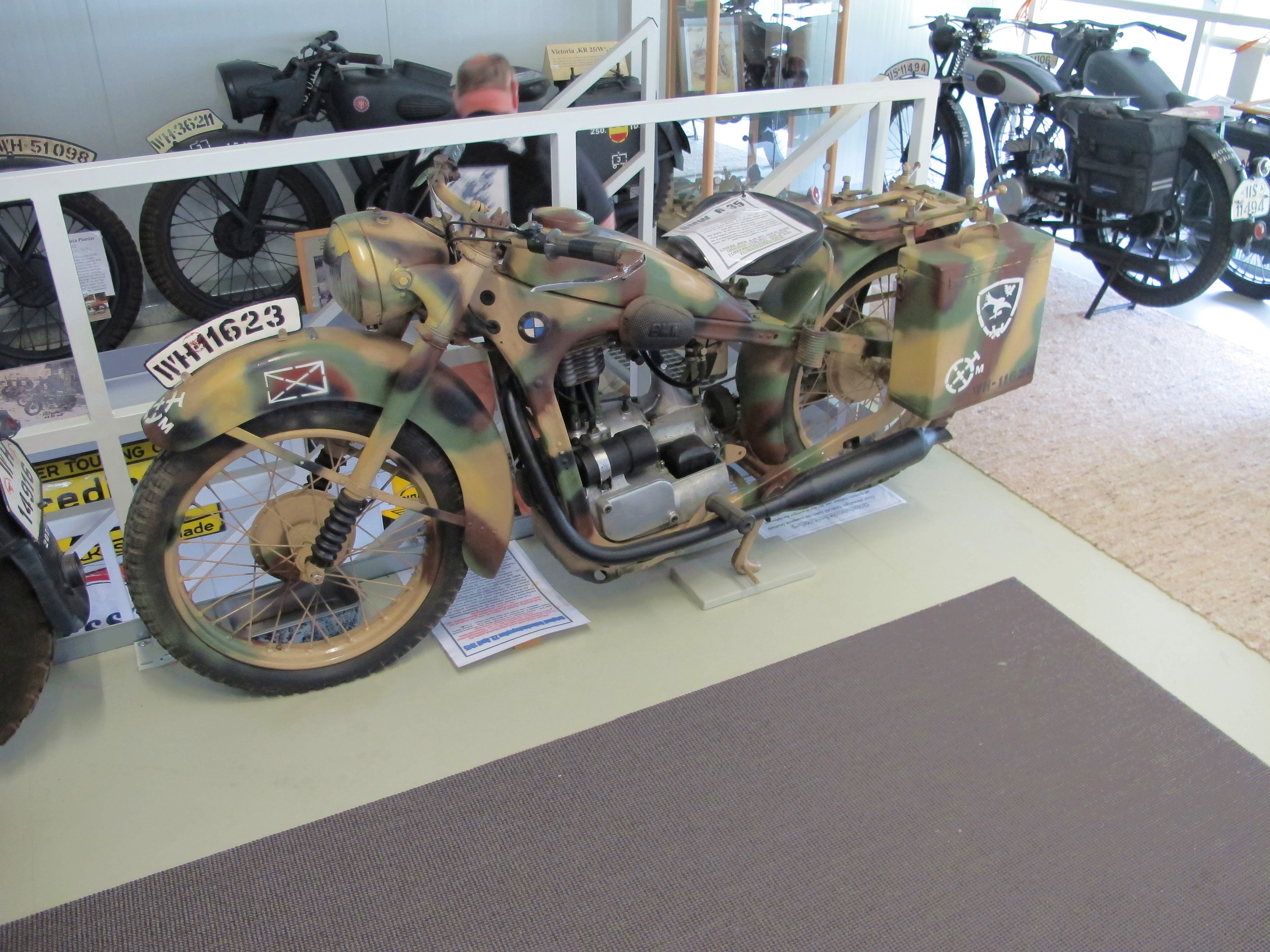
BMW R 35, Baujahr 1940, Wehrmachtsausführung

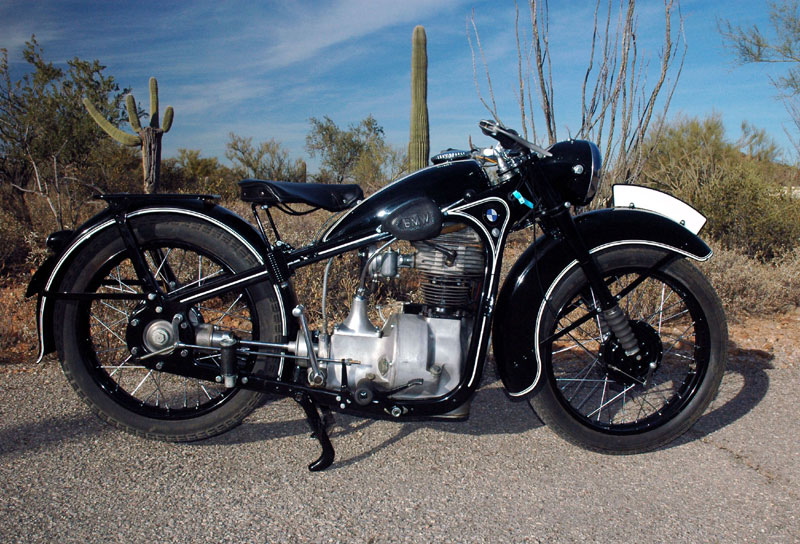
BMW R 35, Baujahr 1938, in Arizona, USA

Die BMW R 35 war ein Tourenmotorrad der 350-cm³-Klasse des deutschen Motorradherstellers BMW, das ab 1937 gebaut wurde.

## Geschichte
Am 20. Februar 1937 präsentierte BMW auf der Deutschen Automobilausstellung in Berlin der Öffentlichkeit erstmals die R 35. Mit ihrem Pressstahlrahmen und einem Einzylindermotor wurde sie als mittleres Kraftrad bei der Wehrmacht nur als Solomaschine verwendet.

### Entwicklung
Die R 35 war Nachfolger der schwer verkäuflichen BMW R 3 und der seit 1931 gebauten BMW R 4. Das Motorgehäuse wurde von der R 4 übernommen, der Zylinderkopf entsprach konstruktiv dem der R 3. BMW setzte letztmals einen Pressstahl-Doppelschleifenrahmen ohne Hinterradfederung ein, die Teleskopgabel am Vorderrad kam ohne hydraulische Dämpfung aus.

### Produktion bis 1940
Die R 35 wurde schon mit Hinblick auf den Einsatz bei Behörden, der Polizei und vor allem beim Militär entwickelt. Sie galt als ausgesprochen robust, zäh und überdurchschnittlich zuverlässig. 1937 begann die Produktion in München. Wegen der Konzentration der Flugzeugmotorenentwicklung in München wurde im Zweiten Weltkrieg die gesamte Motorradfertigung in das damalige BMW-Werk im thüringischen Eisenach verlegt. 1940 wurde die Produktion der R 35 eingestellt, da sie den Anforderungen der Wehrmacht nicht mehr genügte.

### Nachkriegsproduktion
Nach dem Zweiten Weltkrieg war das Eisenacher BMW-Werk erheblich zerstört, die Produktionsmaschinen waren jedoch rechtzeitig zusammen mit Teilebeständen in den umliegenden Kali-Bergwerken eingelagert worden. Darunter befanden sich auch Teilesätze für etwa 1000 BMW R 35, allerdings ohne Rahmen.
Am 3. Juli 1945 wurde Eisenach Teil der sowjetischen Besatzungszone. BMW-Motorräder waren bei den Sowjets hoch angesehen (schon die M-72 entstand nach Plänen der BMW R 71), und so wurde befohlen, aus den eingelagerten Teilen Motorräder zu fertigen. Mit dem Befehl Nummer 93 zur „Sicherstellung der Herausbringung der neuen Personenkraftwagen und Motorräder in der Fahrzeug- und Maschinenfabrik Thüringen“ wurde im November 1945 die Produktion zur Reparationsleistung an die Sowjetunion wieder aufgenommen. Gefordert waren jeweils 3000 PKW des Typs „321“ und Motorräder des Typs „R 35“. Der Plan für 1945 legte die Herstellung von 70 Motorrädern fest, tatsächlich gefertigt wurden aber nur 16 Stück.
Am 15. September 1946 wurde das Werk in die Sowjetische Aktiengesellschaft Awtowelo eingegliedert. Für die Jahre 1946 bis 1948 liegen keine zuverlässigen Produktionszahlen vor. 1949 wurden 4250 Maschinen produziert. Zuerst wurden nur Behörden und die FDJ-Interessengemeinschaft Motorsport (ab 1952 Gesellschaft für Sport und Technik) mit diesen – immer noch mit dem BMW-Emblem versehenen – Fahrzeugen versorgt; ab 1949 waren sie auch für Privatkunden zu erwerben.
Es wurde versucht, auch westeuropäische Märkte zu beliefern. Die BMW-Autos und -Motorräder aus ostdeutscher Produktion waren BMW in München ein Dorn im Auge (deren eigene Produktion lief erst schleppend an), sodass es zum Rechtsstreit kam. Mit dem Urteil des Landgerichtes Düsseldorf vom 17. November 1950 drohten Beschlagnahmungen den Devisenverkehr zu gefährden, falls in Eisenach weiter unter dem Namen BMW produziert würde.
Aus BMW wurde daher EMW: Eisenacher Motorenwerk; aus dem weißblauen Propeller wurde ein weißrotes Firmenemblem. 1951 wurde das Werk dann als volkseigener Betrieb dem IFA-Verbund angegliedert, bis dahin hatten bereits 17.000 Fahrzeuge das Werk verlassen. 1953 erhielt das Werk den neuen Namen VEB Automobilwerk Eisenach.
Die BMW R 35 ist die Basis der in der späteren DDR bis 1955 gebauten EMW R 35.

## Technik
Der Motor ähnelt dem der BMW R 4 mit verkleinerter Zylinderbohrung, und dadurch auf 350 cm³ verringertem Hubraum. Die Leistung wurde um 2 PS (1,5 kW) angehoben. Von der BMW R 3 entlehnt waren der Zylinderkopf und der Pressstahl-Starrrahmen (ohne Hinterradfederung), der auch in der letzten Serie der R 4 eingebaut wurde. Das Vorderrad erhielt eine neue Führung mit Teleskopgabel.
Die Kraft übertragen eine Trockenkupplung, ein handgeschaltetes Vierganggetriebe, eine Antriebswelle mit elastischer Kupplung und ein Kegelradtrieb auf das Hinterrad.

## Technische Daten
| Kenngröße             | Daten der R 35               |
| --------------------- | ---------------------------- |
| Bohrung               | 72 mm                        |
| Hub                   | 84 mm                        |
| Hubraum               | 342 cm³                      |
| Verdichtung           | 6 : 1                        |
| Leistung              | 14 PS (10 kW) bei 4500 min−1 |
| Höchstgeschwindigkeit | 100 km/h                     |
| Leergewicht           | 155 kg                       |
| Gesamtgewicht         | 350 kg                       |
| Tankinhalt            | 12 L                         |